# 石州亀山焼
石州亀山焼（せきしゅうかめやまやき）は、島根県浜田市で焼かれる陶器。
佐々木硯城が福岡県の上野焼十時窯（あがのやきとときがま）で25年の修行を経て、1971年に島根県浜田市に開窯した。浜田城（亀山城）にちなんで石州亀山焼と命名された。長崎や丹波の亀山焼とは別の窯元である。辰砂、焼き締め、赤流し、青流し、黒釉、白釉、イラボ釉などの多彩な釉薬を用いる。代表的な技法に掻落しがある。